# ۲۹۷ (میلادی)
۲۹۷ (میلادی) دویست و نود و هفتمین سال تقویم میلادی است.

## رویدادها
ارتش ساسانی در نقطه‌ای نه چندان دور از رود فرات، ارتش روم به فرماندهی گالریوس، داماد امپراتور روم شرقی را شکست داد.

## درگذشتگان
‎